# Cornwall Island (Nunavut)
Cornwall Island (Wyspa Kornwalii) – wyspa wchodząca w skład Wysp Królowej Elżbiety, największa wyspa w Zatoce Norweskiej. Powierzchnia wyspy wynosi ok. 2358 km². Należy ona do terytorium Nunavut. Położona jest na północ od wyspy Devon oraz na południe od Wyspy Amunda Ringnesa.